# Rafael Ferreira Silva
Rafael Alexandre " Rafa " Fernandes Ferreira da Silva (nascut el 17 de maig de 1993) és un futbolista portuguès que juga com a migcampista o extrem al Beşiktaş JK i a la selecció de Portugal.
Després d'iniciar la seva carrera professional al CD Feirense, es va traslladar al Braga el 2013 i va jugar més de 100 partits amb ells, guanyant la Copa de Portugal 2016. Es va unir al Benfica el 2016, guanyant dos campionats de Primeira Liga amb l'equip.
Internacional absolut des del 2014, Silva va representar Portugal a la Copa del Món de la FIFA 2014, la UEFA Euro 2016, les Finals de la UEFA Nations League 2019 i la UEFA Euro 2020, guanyant els tornejos de 2016 i 2019.

## Carrera de club

### Feirense
Nascut a Vila Franca de Xira, Silva es va criar a Forte da Casa i va començar a jugar a futbol amb la UA Povoense i el FC Alverca, tots dos al Districte de Lisboa. El 2011, amb 18 anys, va fitxar amb el CD Feirense amb el qual va jugar el seu últim any com a júnior.
Silva va fer el seu debut com a professional el 29 de juliol de 2012, jugant els 90 minuts sencers en una victòria a casa per 2-1 contra el FC Penafiel per a la Taça da Liga de la temporada. Només es va perdre un partit a la campanya de lliga, sumant més de 3.200 minuts d'acció per ajudar el seu equip a acabar 13è a la Segona Lliga.

### Braga
El juny de 2013, Silva va signar un contracte de cinc anys amb l'SC Braga per una quantitat no revelada. El 10 de novembre va marcar els seus primers gols, marcant dos cops en una victòria per 3-1 al SC Olhanense a la quarta jornada de la Taça de Portugal; dinou dies després va marcar per primer cop a la lliga, en una victòria a casa per 4-1 davant la mateixa oposició. Va acabar el seu primer any amb 23 aparicions i tres gols per ajudar a un novè lloc.
La temporada següent, Silva va estar sempre present a la lliga, començant tots els partits menys un. Va marcar tres gols a la Taça de Portugal 2014-15, inclòs un a la final que va perdre en una tanda de penals davant l'Sporting CP a l'Estàdio Nacional el 31 de maig de 2015.
Silva va marcar l'únic gol en el seu debut a la UEFA Europa League el 17 de setembre de 2015 per derrotar l'FC Slovan Liberec fora de casa, i va afegir dos gols més per arribar als quarts de final. Després d'una temporada 2015-16 en què el Braga va guanyar la final de copa contra el FC Porto, va ser cobejat pel SL Benfica.

### Benfica
L'1 de setembre de 2016, el Benfica va anunciar que Silva havia signat un contracte de cinc anys amb el club, en un acord per un total de 16,4 milions d'euros. La seva clàusula de rescissió es va fixar en 60 milions d'euros. Va debutar vuit dies després, començant com a titular amb una victòria per 2-1 al FC Arouca.
En el seu 14è partit, el 22 de gener de 2017, com a substitut al final del partit de Kostas Mitroglou, Silva va marcar el seu primer gol per a l'equip en una victòria per 4-0 sobre el CD Tondela a l'Estádio da Luz. En aquella temporada, també va jugar set minuts a la final de la copa nacional, guanyada després de derrotar el Vitória de Guimarães per 2–1.
Silva va marcar el seu novè gol a la Lliga de la temporada 2018-19 el 2 de març de 2019, en una victòria fora de casa per 2-1 contra el Porto; El Benfica va superar l'oposició i va ocupar el primer lloc quan restaven deu jornades. Va acabar la temporada amb 17 gols a la Lliga, el millor registre de la seva carrera, només superats pel seu company d'equip Haris Seferovic (23 gols) i Bruno Fernandes (20) a tota la divisió.
El 4 d'agost de 2019, Silva va marcar el primer gol de la victòria per 5-0 del Benfica a la Supertaça Cândido de Oliveira 2019, contra el rival de la ciutat, l'Sporting, a l'Estàdio Algarve. El 23 d'octubre, va marcar el seu primer gol a la Lliga de Campions en una victòria per 2-1 contra l'Olympique de Lió. El següent 17 de gener, dies després de tornar d'una lesió de tres mesos, va marcar els dos gols en una victòria fora de casa contra el mateix equip.
El 25 d'octubre de 2022, va marcar dos gols en una victòria per 4-3 contra la Juventus, que va classificar el seu club per a la fase eliminatòria de la Lliga de Campions de la UEFA 2022-23. El 27 de maig de 2023, va marcar un gol en una victòria per 3-0 contra el CD Santa Clara, aconseguint el títol de Primeira Liga 2022–23 del seu club per primera vegada des de la temporada 2018–19.
El 12 de maig de 2024, va marcar dos gols i va donar una assistència en una victòria per 5-0 contra l'FC Arouca, que va marcar el seu últim partit amb el Benfica a l'Estádio da Luz. Va acabar la seva última temporada al club com a màxim golejador amb 14 gols a la lliga i 22 en totes les competicions.

### Beşiktaş
El 25 de juny de 2024, el Beşiktaş JK de la Süper Lig turca va anunciar el traspàs de Silva al club.

## Palmarès

### Club
Braga
- Taça de Portugal: 2015–16
- Subcampió de la Supertaça Cândido de Oliveira: 2016

Benfica
- Primera Lliga: 2016–17, 2018–19
- Taça de Portugal: 2016–17 ; subcampió: 2020-21
- Supertaça Cândido de Oliveira: 2017, 2019

### Internacional
Portugal
- Campionat d'Europa de la UEFA: 2016
- UEFA Nations League: 2018–19